# San Pedro Cotzilnam
San Pedro Cotzilnam es una localidad del estado mexicano de Chiapas. Es parte del municipio de Aldama.

## Toponimia
El nombre «San Pedro» hace referencia al santo patrono de la localidad: Pedro el Apóstol.

## Demografía
| Gráfica de evolución demográfica |
|                                  |

| Censo | Población |
| ----- | --------- |
| 1970  | 100       |
| 1980  | 874       |
| 1990  | 190       |
| 2000  | 647       |
| 2010  | 435       |
| 2020  | 1 084     |